# Ruttjärnen (Linsells socken, Härjedalen)
Ruttjärnen är en sjö i Härjedalens kommun i Härjedalen och ingår i Ljusnans huvudavrinningsområde.